# Volatinia jacarina
Volatinia jacarina là một loài chim trong họ Thraupidae.